# 東留萌信號場
東留萌號誌站（日语：／ Higashi-rumoi shingōjō */?）是位於北海道留萌市，隸屬於鐵道省（後來的日本國有鐵道），現已廢除的號誌站。原址位於當時留萌本線大和田車站至留萌車站，及羽幌線留萌車站至三泊車站之間，為留萌本線與羽幌線的分岔點。
由於位於留萌站東方，故稱為東留萌號誌站。

## 歷史
- 1927年（昭和2年）10月25日 - 鐵道省留萌線的支線，留萌車站至大椴車站區間通車，本站設立。[1][2]。
  - 1931年（昭和6年）10月10日 - 留萌線支線獨立為羽幌線，留萌線改稱為留萌本線[2]。本站成為留萌本線與羽幌線的號誌站[3]。
- 1941年（昭和16年）12月9日 ：留萌站至三泊站之間的新線通車，羽幌線改經由新線，本站廢止[1][2]。

## 車站構造
屬於單線分岐型號誌站。站房位於面向留萌方向的左側，也就是南邊。站房前方為留萌線，後方為羽幌線。留萌線為單線直通型態。
沒有處理旅客業務的相關資料。但是1928年時留萌線往深川方向曾設置側式月台（1面1線），而1932年時增設了羽幌線的側式月台，兩個月台錯開分布，共2面2線。但詳細的的乘降設施規模以及旅客處理的實際情況並不清楚。

## 車站周邊
- 留萌川

## 相鄰車站
日本國有鐵道
留萌本線
大和田－東留萌號誌站－留萌
羽幌線
留萌－東留萌號誌站－三泊